# 奪命情人
《奪命情人》是1980年代由香港電視廣播有限公司出品的一部電視電影，由黎明、劉美君、邵仲衡、杜麗莎等演出，於1988年進行拍攝及製作，1989年3月12日在無綫電視翡翠台播出。

## 劇情介紹
故事講述韋德明是一名律師，與妻子玉育有一名兒子子輝，一家三口生活安定。某天，龍突然從外國回港，並以玉的裸照向玉勒索。原來龍是玉的舊情人，兩人以前是不良少年，曾拍下裸照，後來龍因為犯了事而逃走到外國。玉擔心裸照的事會影響韋德明的聲譽，更害怕韋德明知道她的往事而拋棄她，唯有接受龍的勒索。龍向黑幫尋仇失敗，反被索償，再次向玉勒索，玉走投無路，唯有向韋德明說出真相，韋德明知悉事件後非常憤怒，帶著兒子離開玉，此時龍駕車想要撞向韋德明，玉的親親前來找龍算帳，卻被龍殺死。警方發出通緝令追捕龍，龍變得精神失常，誓殺害韋德明一家三口，眾人展開了一段驚險的故事。

## 主要角色
- 黎明－韋德明，玉的丈夫，職業是律師。
- 劉美君－玉，韋德明的妻子。
- 邵仲衡－龍
- 杜麗莎－玉的母親

## 電影歌曲
- 主題曲：《明天止步》（作曲：黎小田；填詞：小美；主唱：劉美君）
- 插曲：《痴心誤會》（作曲：翁家齊；填詞：小美；主唱：劉美君）